# Les Trois Lumières (nouvelle)
Ne doit pas être confondu avec le film Les Trois Lumières de Fritz Lang.
Les Trois Lumières (en anglais : Foster) est une nouvelle (ou roman court) de l'auteure irlandaise Claire Keegan,.

## Résumé
En 1981, en Irlande, dans le comté de Wexford, une fillette est envoyée vivre chez des parents adoptifs dans une ferme, pendant que sa mère accouche. Elle n'a aucune idée de la date à laquelle elle rentrera chez elle. Dans la maison des étrangers, elle trouve une affection qu'elle n'avait jamais connue auparavant et, peu à peu, elle commence à s'épanouir sous leurs soins. Mais lorsqu'un secret est soudainement révélé, elle réalise à quel point son idylle est fragile.

## Réception
Foster a reçu un accueil très positif, remportant le Davy Byrne's Irish Writing Award 2009 (la nouvelle a été soumise pour le prix avant sa publication),,,. Le Daily Telegraph l'a comparée au travail de Seamus Heaney et William Trevor, tandis que The Observer l'a qualifiée de « parmi les plus belles histoires écrites récemment en anglais ». La reconnaissance du mérite littéraire de Foster s'est reflétée dans son inclusion en tant que texte prescrit pour une étude comparative par le ministère de l'Éducation et de la Formation (An Roinn Oideachais agus Scoileanna) pour le programme de l'examen du English Leaving Certificate en Irlande.

## Adaptations
Une version audio de Foster a été diffusée sur "Afternoon Reading" de BBC Radio 4 le 9 mars 2015, lue par l'actrice irlandaise Evanna Lynch.
En 2022, une version cinématographique est sortie en langue irlandaise : The Quiet Girl (An Cailín Ciúin), de Colm Bairéad avec Catherine Clinch et Carrie Crowley. En 2023, le film a été nommé pour l'Oscar du meilleur long métrage international.